# Ein brauchbarer Mann
Ein brauchbarer Mann ist ein von der DEFA produzierter Spielfilm aus der DDR. Er hatte am 19. Oktober 1989 Premiere und basiert auf dem gleichnamigen Hörspiel von Hans-Werner Honert von 1987.

## Handlung
Der junge Nachwuchskader Uli Merkel erhält von der Generaldirektion seines Betriebes einen brisanten Auftrag: Er soll die verlorengegangenen Technologieentwürfe seines Vorgängers Heiner Rudolf wiederbeschaffen. Dass es sich hierbei um einen Auftrag zum Diebstahl geistigen Eigentums handelt, stört Uli zunächst nicht, schließlich verspricht er sich von einem Erfolg vielfältige Karrierechancen, sowie die Durchsetzung eigener Ideen. Jedoch entwickeln sich die Dinge anders.
Heiner hat sich, nachdem seine Entwürfe und Vorschläge abgelehnt wurden, auf die Insel Rügen zurückgezogen. Verbittert lebt er isoliert auf der Insel Rügen und arbeitet als Bestatter. Nach anfänglichen Problemen entwickelt sich zwischen den beiden Protagonisten ein Vertrauensverhältnis. In den Gesprächen offenbart Heiner, dass die Kaderleitung seine Ideen nicht gebrauchen wollte. Da Heiner aber weiterhin vehement für seine Ideen eintrat, drängte ihn die Führung aus dem Kombinat. Nun beginnt auch Uli umzudenken. Er realisiert, dass auch seine Vorschläge von der Führung zurückgewiesen wurden. Als er nach Berlin zurückkehrt, muss er feststellen, dass seine Lebensgefährtin eine Affäre mit seinem besten Freund hat. Nun ist Uli bereit alles hinzuschmeißen. Wutentbrannt stellt er seinen Vorgesetzten zur Rede. Zwar versucht dieser erneut Uli von der Richtigkeit seines Auftrages zu überzeugen, allerdings will und kann sich Uli nicht länger gebrauchen lassen. Er reist erneut auf die Insel Rügen und vertraut Heiner die wahren Gründe seiner ersten Reise an. Symbolträchtig erscheint gerade in diesem Moment Gerhard und kann Heiner noch einmal davon überzeugen, mit ihm nach Berlin zurückzukehren. Uli verbleibt allein auf dem Friedhof und vollendet die Grube von Heiner.

## Kritiken
- Film und Fernsehen: „Der Film gibt, bei allen Einschränkungen, ein Zeitbild, das auch späteren Generationen so manches erzählen könnte von Duckmäusertum, von selbstherrlichen Entscheidungen und Einengungen individueller Kreativität.“

- Neues Deutschland: „Was uns dieser Film bietet, ist kein atemberaubendes, dramatisches Jahrhundertwerk, er trägt aber alle Züge eines streitbaren Pamphlets über moralische Fragen unseres sozialistischen Alltags, über die in diesen Tagen mit besonderer Leidenschaft diskutiert wird.“